# Earth Star Entertainment
Earth Star Entertainment (株式会社アース・スター エンターテイメント?, Kabushiki-gaisha Āsu Sutā Entāteimento) è una casa editrice giapponese con sede a Shibuya, Tokyo. Appartenente al Culture Convenience Club, è stata fondata il 5 giugno 2006. Oltre a pubblicare riviste e fotolibri, l'azienda produce e vende prodotti home video e musica.

## Pubblicazioni
- Comic Earth Star
- Poly Fukuro Recipe
- Kyūkyoku! Zettai Ryōiki!! Collection